# والنتین بونتوس
والنتین بونتوس (انگلیسی: Valentin Bontus؛ زادهٔ ۱ فوریهٔ ۲۰۰۱) قایقران قایق بادبانی اهل اتریش است.